# Service départemental d'incendie et de secours
Un service départemental d’incendie et de secours (SDIS), est, en France, un établissement public à caractère administratif doté d'une assemblée délibérante gérant les sapeurs-pompiers au niveau d'un département. Chaque SDIS est généralement désigné en lui adjoignant le numéro de son département.

## Contexte des services d'incendie et de secours
Le terme générique de « service d'incendie et de secours » (SIS) recouvre : 
- Les nombreux services départementaux d'incendie et de secours (SDIS), objet principal du présent article ;
- Les quelques services territoriaux d'incendie et de secours (STIS, dont SDMIS) ;
- Les services locaux d'incendie et de secours présents dans certains départements
- Les deux services d'incendie et de secours militaires (BSPP, BMPM).

Ils  sont régis par le chapitre IV du titre II du livre IV de la première partie du code général des collectivités territoriales (articles L1424-1 à L1424-99 ?).

### Services territoriaux d'incendie et de secours
Par exception, les services d'incendie et de secours qui exercent leurs missions dans le ressort des circonscriptions administratives départementales de l'État et relèvent de collectivités à statut particulier constituent des services territoriaux d'incendie et de secours (STIS).
C'est le cas du service départemental-métropolitain d’incendie et de secours (SDMIS dans la circonscription départementale du Rhône regroupant le Rhône et la métropole de Lyon). Le SDIS-69 (Rhône) est appelé depuis 2015 le SDMIS car il couvre la circonscription départementale du Rhône, comprenant le département du Rhône et la métropole de Lyon.
Avec la réforme instaurant la collectivité territoriale unique de Corse, les SDIS 2A et 2B sont renommés services d'incendie et de secours (SIS) tout en gardant leur champ d'action.
Dans le cadre de la création de la collectivité européenne d'Alsace, les SDIS 67 et 68 (Bas-Rhin et Haut-Rhin) sont renommés services d'incendie et de secours (SIS). Une ordonnance du 28 octobre 2020 instaure la possibilité de créer un établissement public d'incendie et de secours d'Alsace à partir des deux précédents services.
En Martinique, en Guyane et à Mayotte où les compétences départementales et régionales sont exercées par des collectivités uniques, les services d'incendie et de secours sont des STIS.

### Services d'incendie et de secours militaires
Le SDIS-13 (Bouches-du-Rhône) cohabite avec les militaires du bataillon de marins-pompiers de Marseille (BMPM) qui a les mêmes prérogatives qu'un SDIS sur la commune de Marseille, l'aéroport de Marignane et le port de Marseille-Fos.
Paris (75) et la petite couronne (Hauts-de-Seine-92, Seine-Saint-Denis-93 et le Val-de-Marne-94) étant défendus par les militaires de la brigade de sapeurs-pompiers de Paris (BSPP), il n'y a pas de SDIS dans ces départements.

## Organisation des SDIS
Un SDIS est soumis à une double autorité. La première est une autorité opérationnelle exercée par le préfet et le maire dans le cadre de leurs pouvoirs de police respectifs.
La seconde est une autorité administrative exercée par le conseil d'administration du SDIS (CASDIS) qui comprend des conseillers départementaux, des maires et des élus des établissements publics de coopération intercommunaux (EPCI). Le président du conseil départemental est, de droit, président du CASDIS.
Au quotidien, un SDIS est dirigé par un directeur départemental (DDSIS) et un directeur départemental adjoint (DDASIS). Ces derniers sont recrutés parmi les colonels, les colonels hors classe et les contrôleurs généraux de sapeurs-pompiers professionnels, pour une période de cinq ans renouvelable une fois. Les DD et les DDA ont donc l'obligation de changer de SDIS au moins une fois tous les dix ans.
Chaque SDIS dispose d'un ou plusieurs « centre(s) de traitement de l'alerte » (CTA) pour la réception, le traitement et la réorientation éventuelle des appels d'urgence, ainsi que d'un « centre opérationnel départemental d'incendie et de secours » (CODIS) qui supervise et coordonne l’activité opérationnelle.
Les SDIS sont classés en trois catégories, suivant la taille de la population qu'ils défendent :
- en catégorie A lorsque la population du département est supérieure ou égale à 900 000 habitants ;
- en catégorie B lorsque la population du département est supérieure ou égale à 400 000 habitants et inférieure à 900 000 habitants ;
- en catégorie C lorsque la population du département est inférieure à 400 000 habitants.

En 2019, on comptait :
- 20 SDIS en catégorie A ;
- 37 SDIS en catégorie B ;
- 40 SDIS en catégorie C.

Le rapport établi par la Direction générale de la Sécurité Civile en 2023 relatif aux statistiques des services d'incendie et de secours signale que les effectifs des sapeurs-pompiers gérés par les SDIS  étaient à la fin de 2022 de 43 000 sapeurs-pompiers professionnels et de 198 800 sapeurs-pompiers volontaires.

## Compétences des services d'incendie et de secours

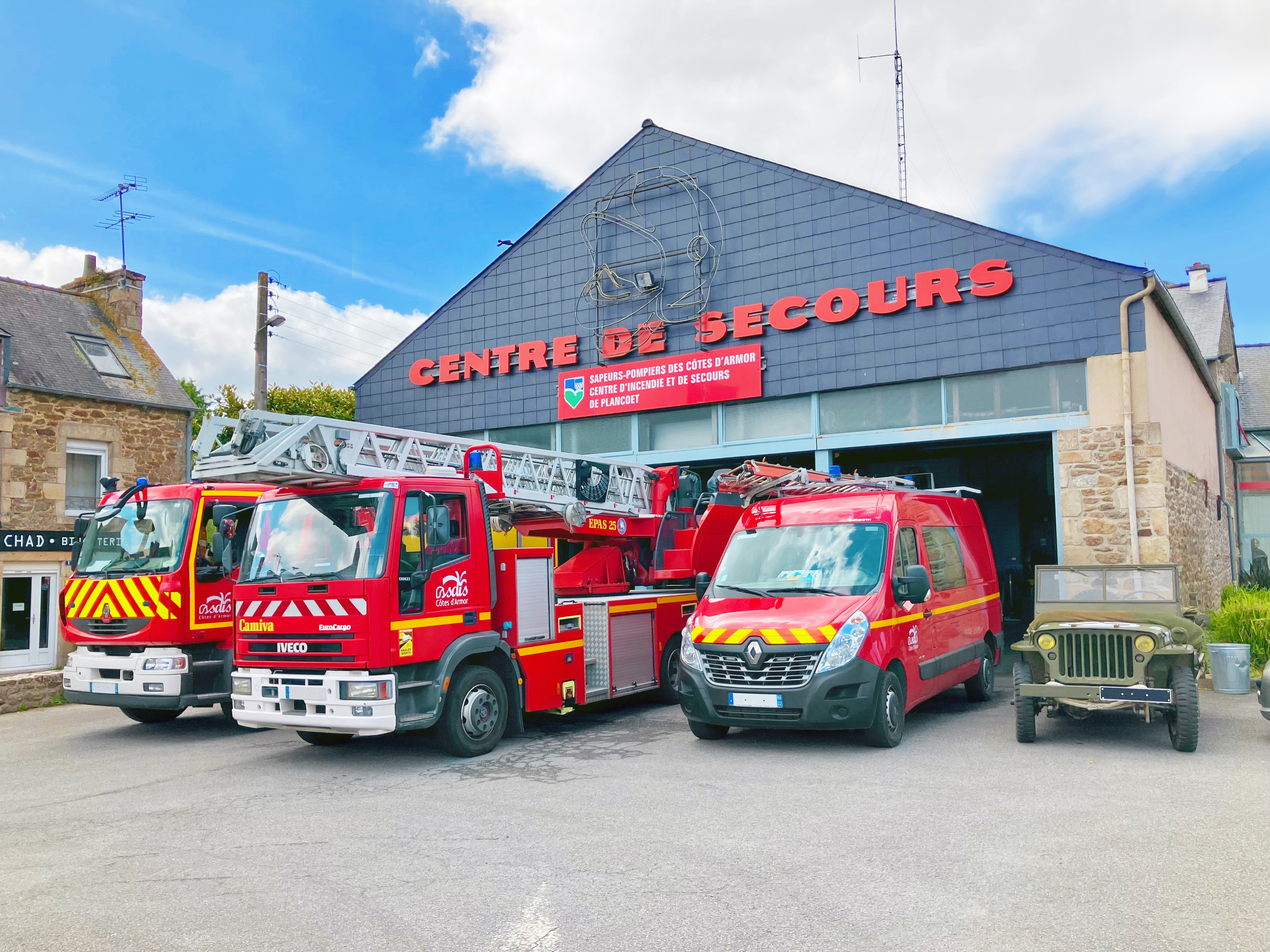
Le centre d'incendie et de secours de Plancoët dans les Côtes-d'Armor.

Les compétences des SIS sont définies à l'article L1424-2 du Code général des collectivités territoriales qui distingue deux types de missions:
- des compétences exclusives : « les services d'incendie et de secours sont chargés de la prévention, de la protection et de la lutte contre les incendies ».
- des compétences partagées avec les autres acteurs du secours publics ou privés: « Ils concourent, avec les autres services et professionnels concernés, à la protection et à la lutte contre les autres accidents, sinistres et catastrophes, à l'évaluation et à la prévention des risques technologiques ou naturels ainsi qu'aux secours et aux soins d'urgence »[9].

Dans le cadre de leurs compétences, ils exercent les missions suivantes :
1. la prévention et l'évaluation des risques de sécurité civile ;
2. la préparation des mesures de sauvegarde et l'organisation des moyens de secours ;
3. la protection des personnes, des animaux, des biens et de l'environnement ;
4. les secours et les soins d'urgence aux personnes ainsi que leur évacuation, lorsqu'elles :
  1. sont victimes d'accidents, de sinistres ou de catastrophes ;
  2. présentent des signes de détresse vitale ;
  3. présentent des signes de détresse fonctionnelle justifiant l'urgence à agir.

Au-delà de ces missions obligatoires, les SIS interviennent également dans le cadre de missions annexes pour lesquelles une participation aux frais dans les conditions déterminées par délibération du conseil d’administration (article L.1424-42 du CGCT) est demandée aux personnes bénéficiaires. De plus, les interventions effectuées par les SIS à la demande de la régulation médicale du centre 15, en cas de carence des transporteurs sanitaires privés, et qui ne relèvent pas de l'article L.1424-2 font désormais l'objet d'une prise en charge financière par les établissements de santé sièges des SAMU, dans des conditions fixées par une convention entre le SIS et l'hôpital siège du SAMU (article L.1424-42, 3e et 4e alinéas créés par la loi du 27 février 2002). De même, les trois derniers alinéas de cet article permettent la prise en charge par les sociétés concessionnaires d'ouvrages routiers et autoroutiers des interventions effectuées par les SDIS sur le réseau routier et autoroutier concédé, par convention entre l'établissement public et ces sociétés.

## Finances
Les SDIS sont des établissements publics administratifs dotés de l’autonomie financière dont l'organisation comptable et financière est réglementée aux articles R1424-29 à R1424-32 du Code général des collectivités territoriales.
Un rapport de la Cour des comptes publié en novembre 2011 met en évidence une forte augmentation des dépenses des SDIS entre 2002 et 2010 et ne la relie pas directement à l'augmentation globale du nombre d'interventions réalisées par les services de secours mais à l'aménagement des casernements et des équipements utilisés dans le cadre de leurs missions.
Selon ce même rapport, 56 % du financement provient des départements, le reste provenant principalement des intercommunalités et des communes.
Pour procéder à des économies, la Cour des comptes appelle, dans un rapport de 2013, à la mutualisation des moyens départementaux de sécurité civile entre les SDIS pour pallier une politique départementale qu'elle estime « révolue ». Les zones de défense apparaissent donc comme un cadre propice à la mutualisation.

## Documents structurants
Des documents structurants permettent d’encadrer l’activité opérationnelle et administrative des SDIS:
- le Schéma départemental d'analyse et de couverture des risques (Sdacr), qui dresse l'inventaire des risques de toute nature auxquels doivent faire face les services d'incendie et de secours dans le département, et qui détermine les objectifs de couverture de ces risques par ceux-ci,

- le Règlement opérationnel (RO), prévu à l'article L1424-4 du CGCT, qui détermine l'organisation du commandement des opérations de secours.

- le Règlement départemental de défense extérieure contre l'incendie (RDDECI), prévu à l'article R. 2225-3 du CGCT, fixant pour chaque département les règles, dispositifs et procédures de défense extérieure contre l'incendie.

- le Règlement intérieur (RI)

## Affaires politico-financières
En janvier 2021, l’ex député-maire de Velaux, Jean-Pierre Maggi, est jugé avec l’ancien directeur du SDIS 13, le colonel Luc Jorda, pour trafic d'influence, détournements de fonds publics et favoritisme.

## Galerie

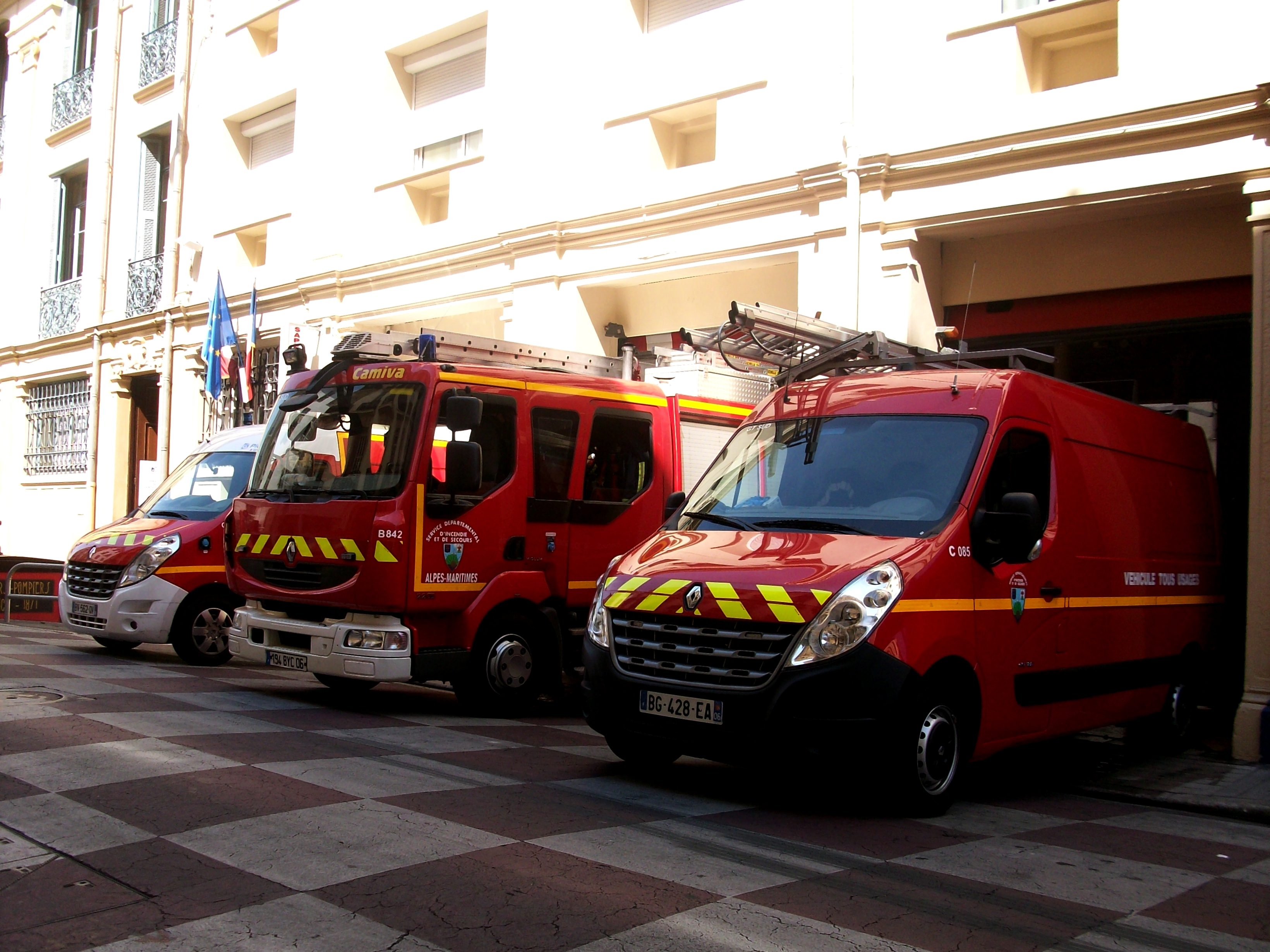
Véhicules du SDIS des Alpes-Maritimes à Nice.
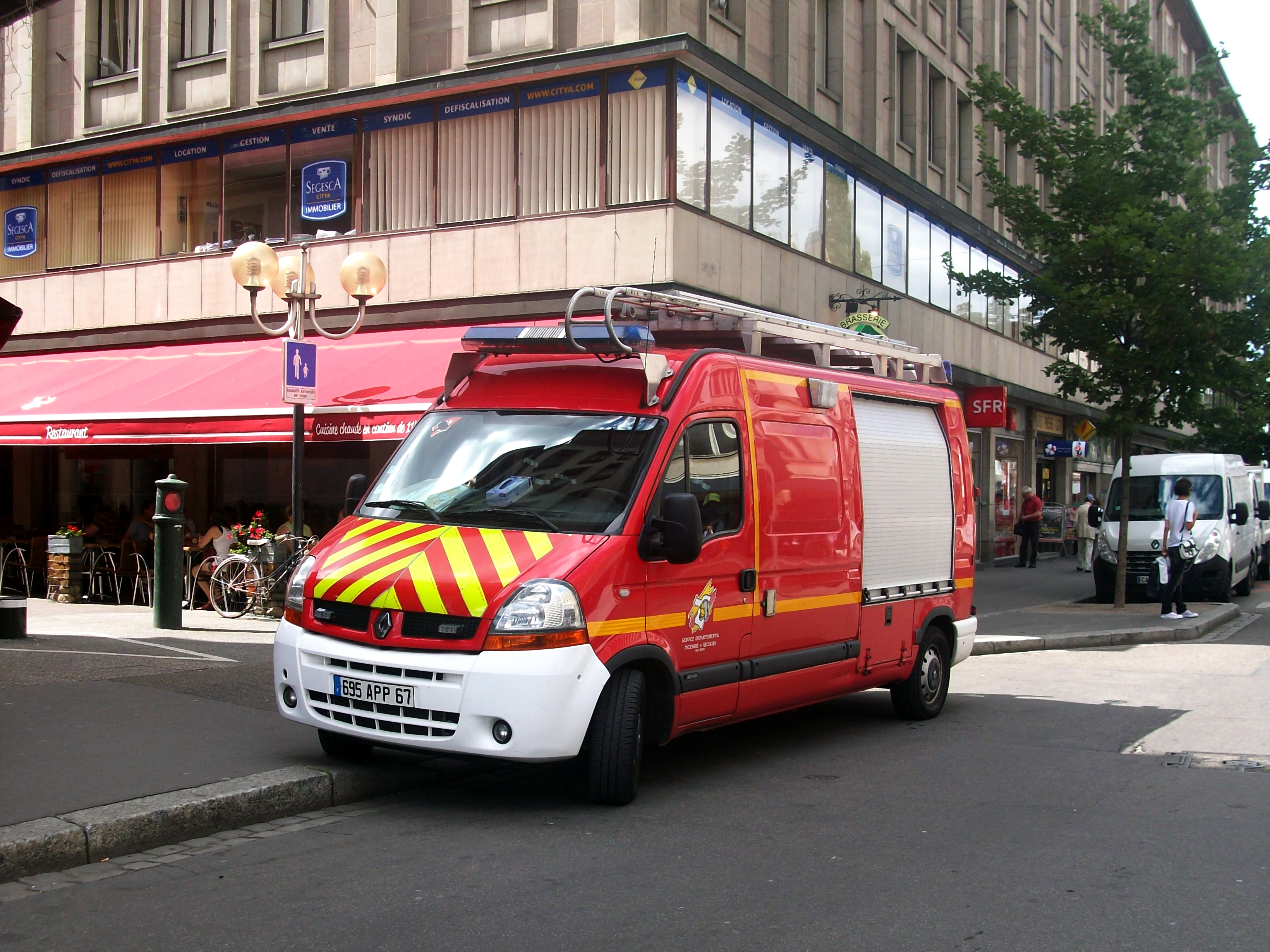
FS (Fourgon de secours) Véhicule du SDIS du Bas-Rhin à Strasbourg.
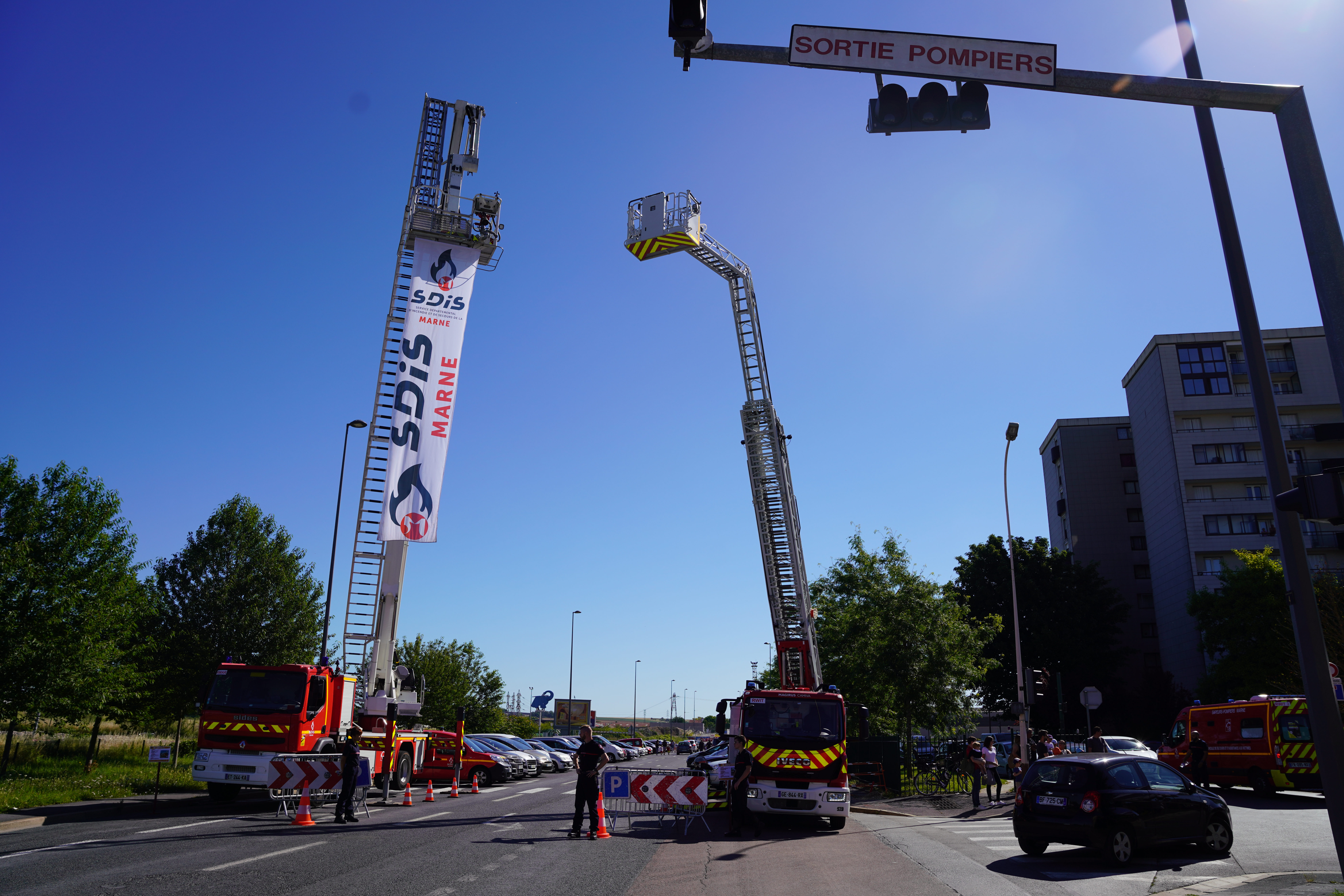
SDIS 51.
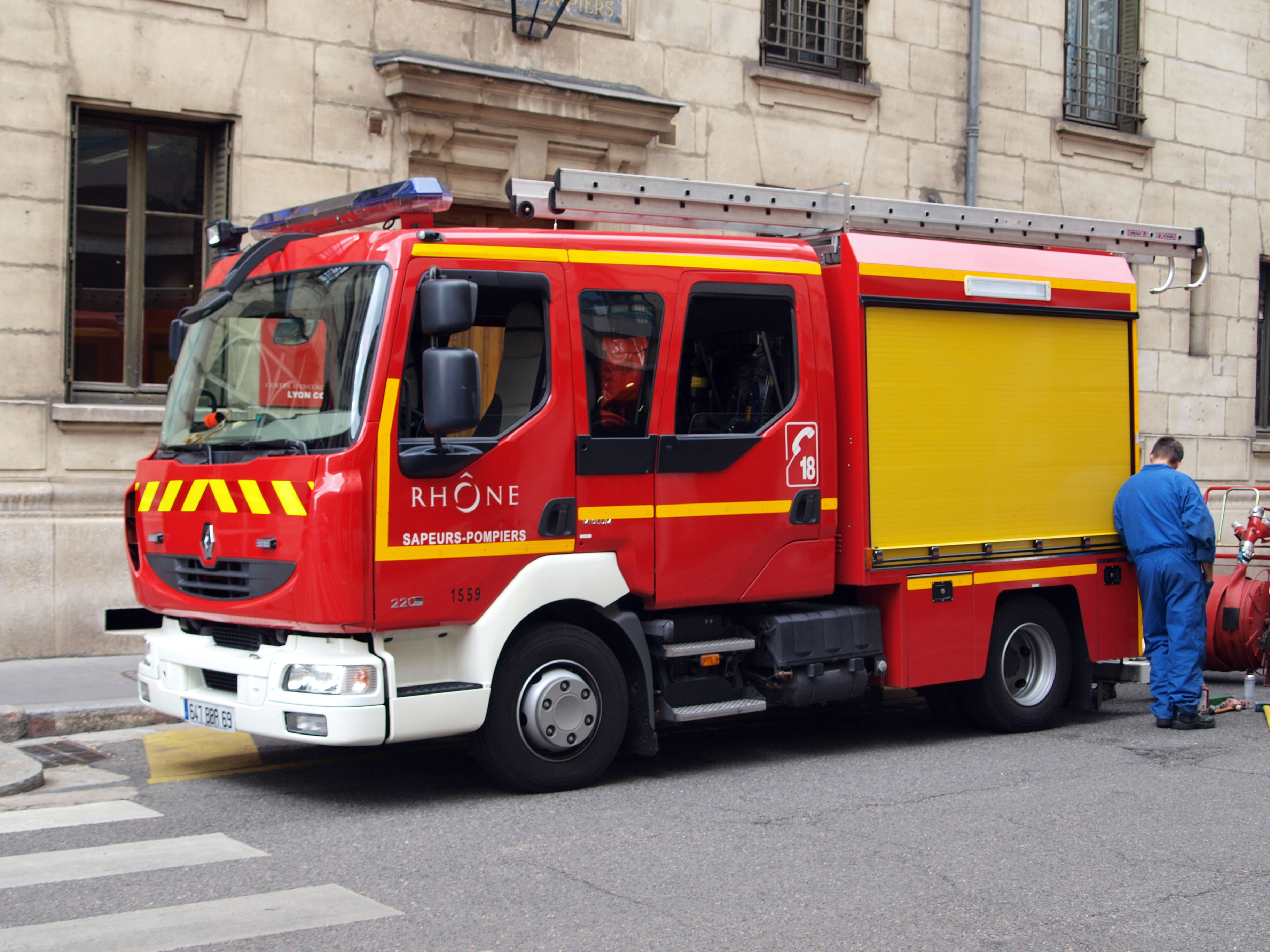
Véhicules de Lyon.
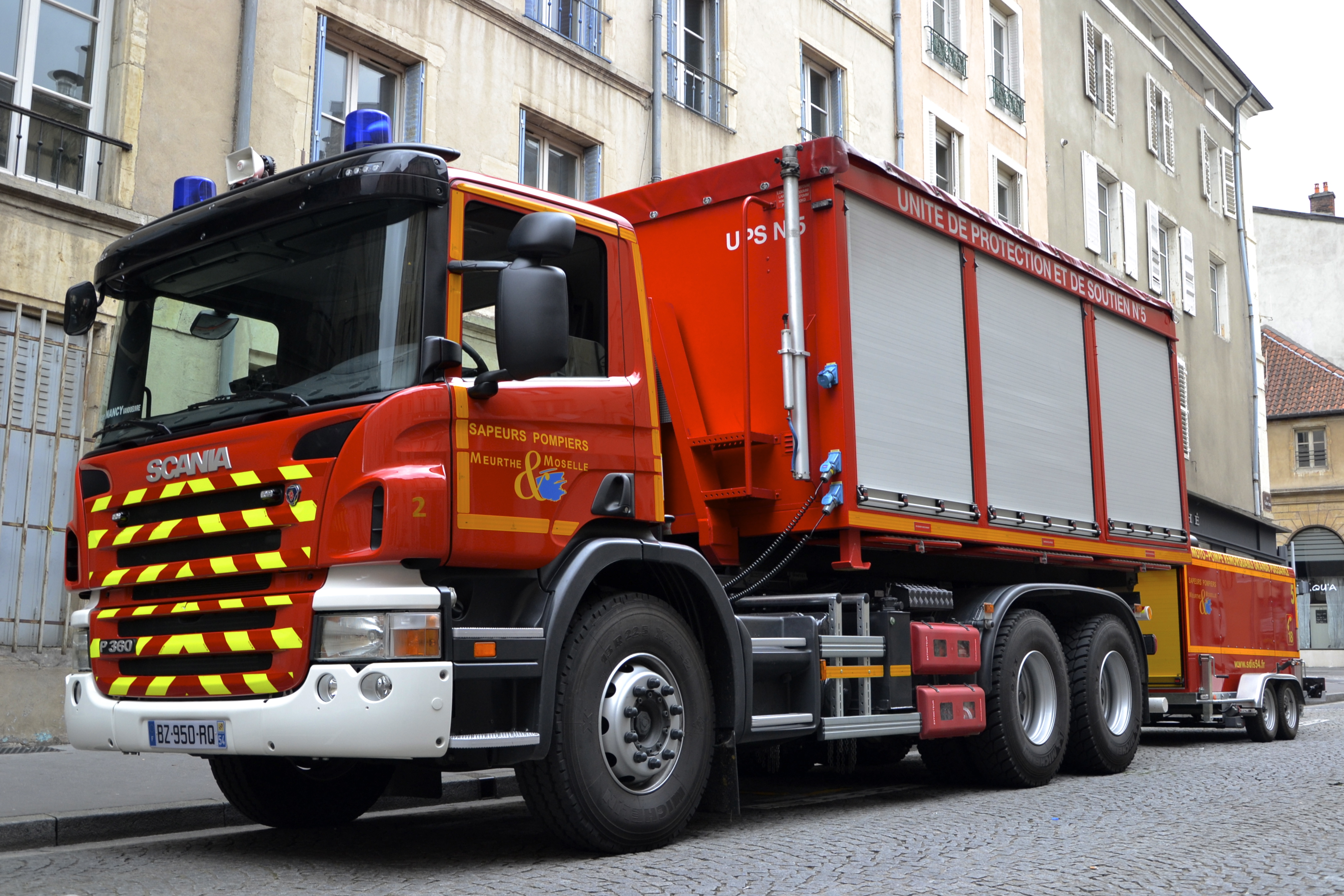
Véhicule du SDIS de Meurthe-et-Moselle.
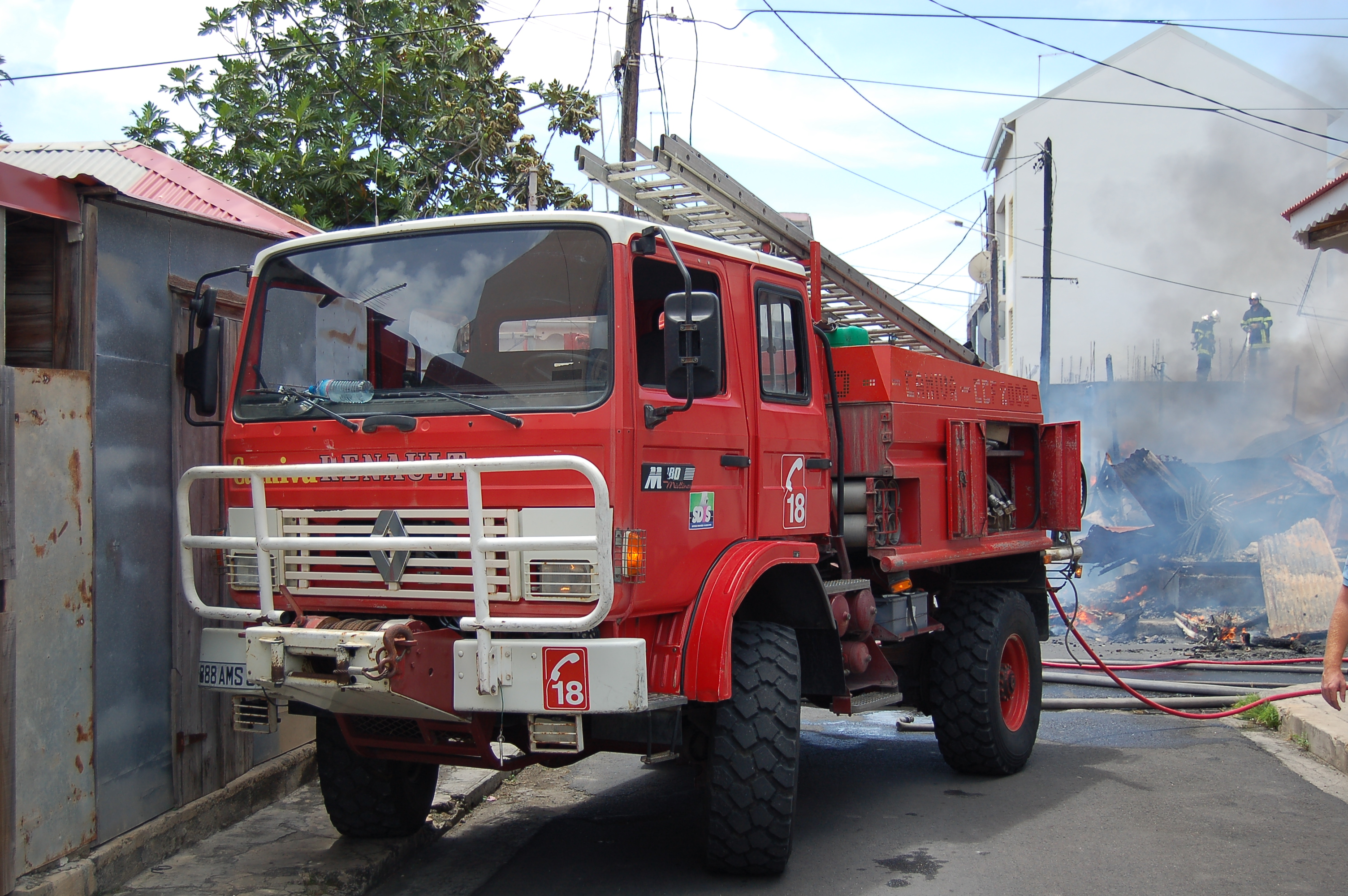
Véhicule du SDIS de Guadeloupe au Moule.
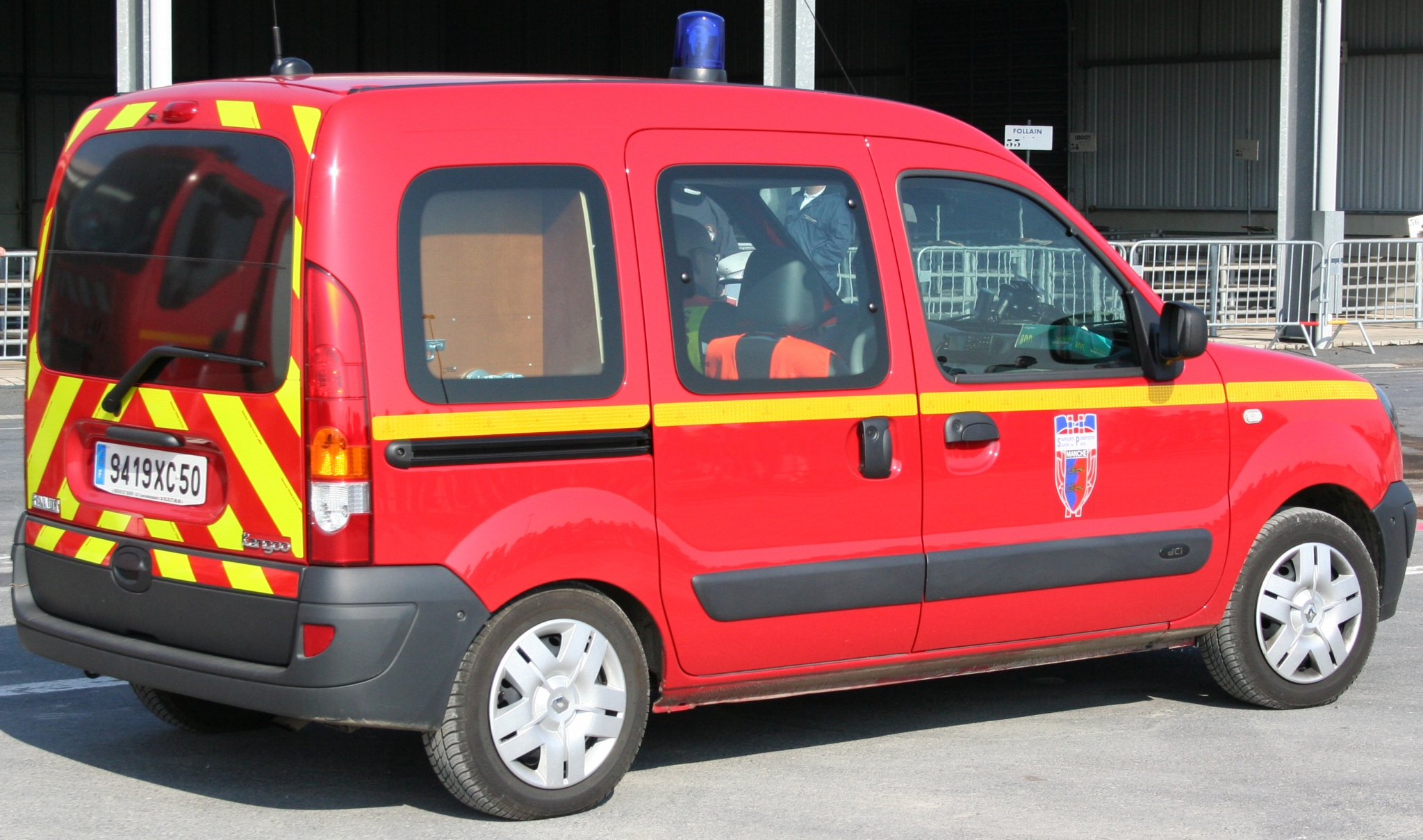
Véhicule du SDIS de la Manche.
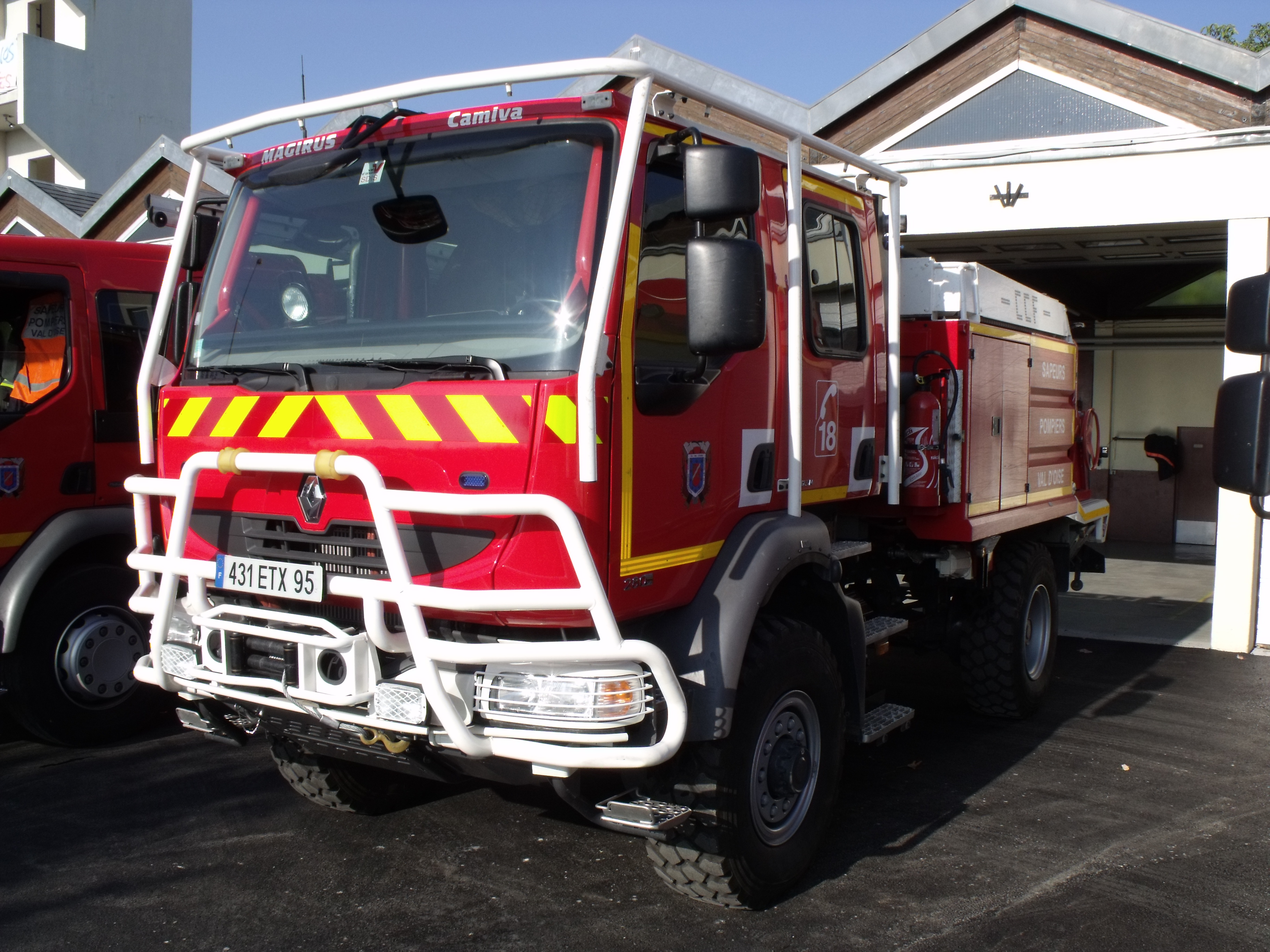
Véhicule du SDIS du Val-d'Oise.
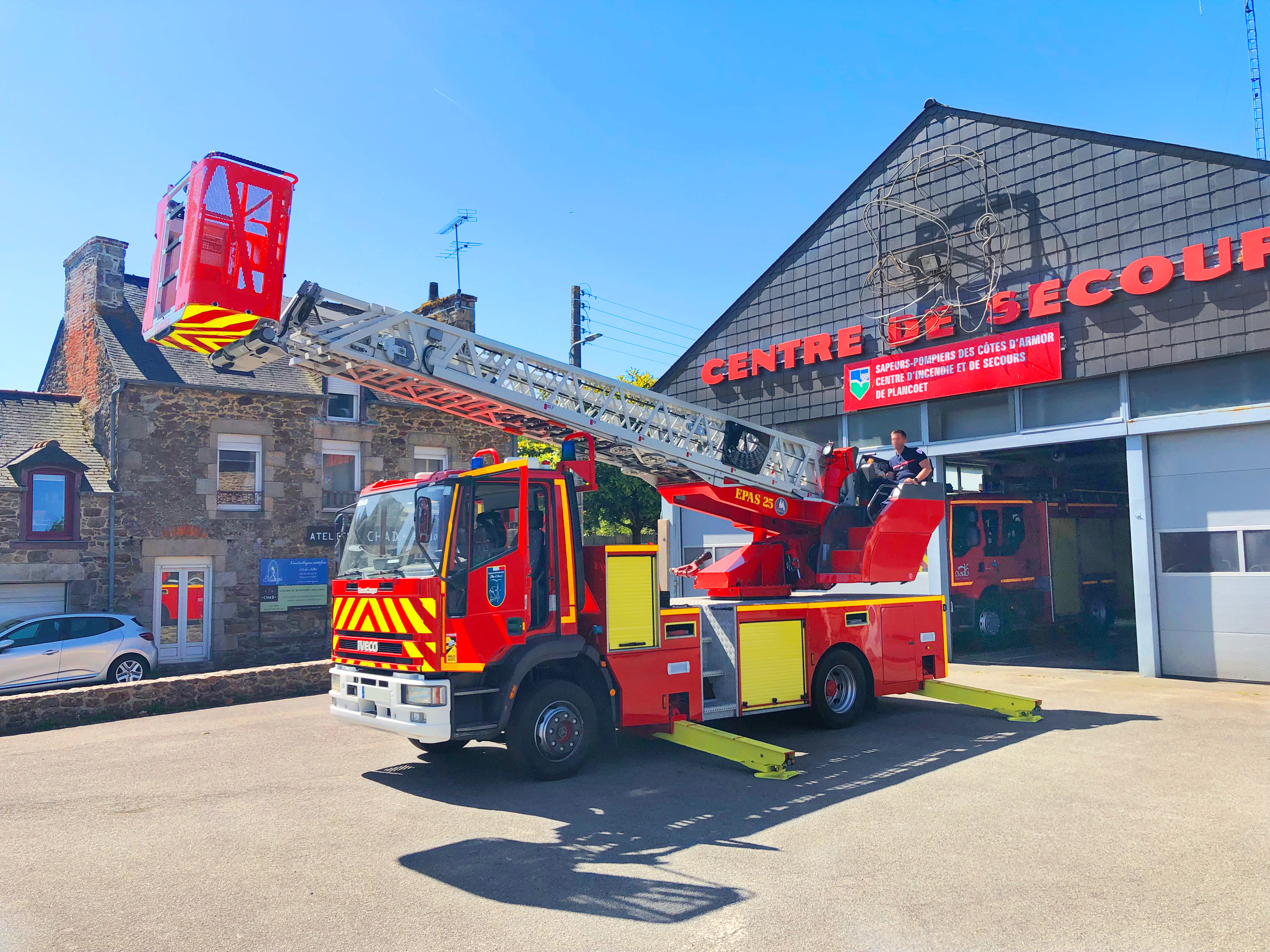
SDIS de Plancoët (22) : Iveco EuroCargo-CAMIVA avec EPSA de 25 m.
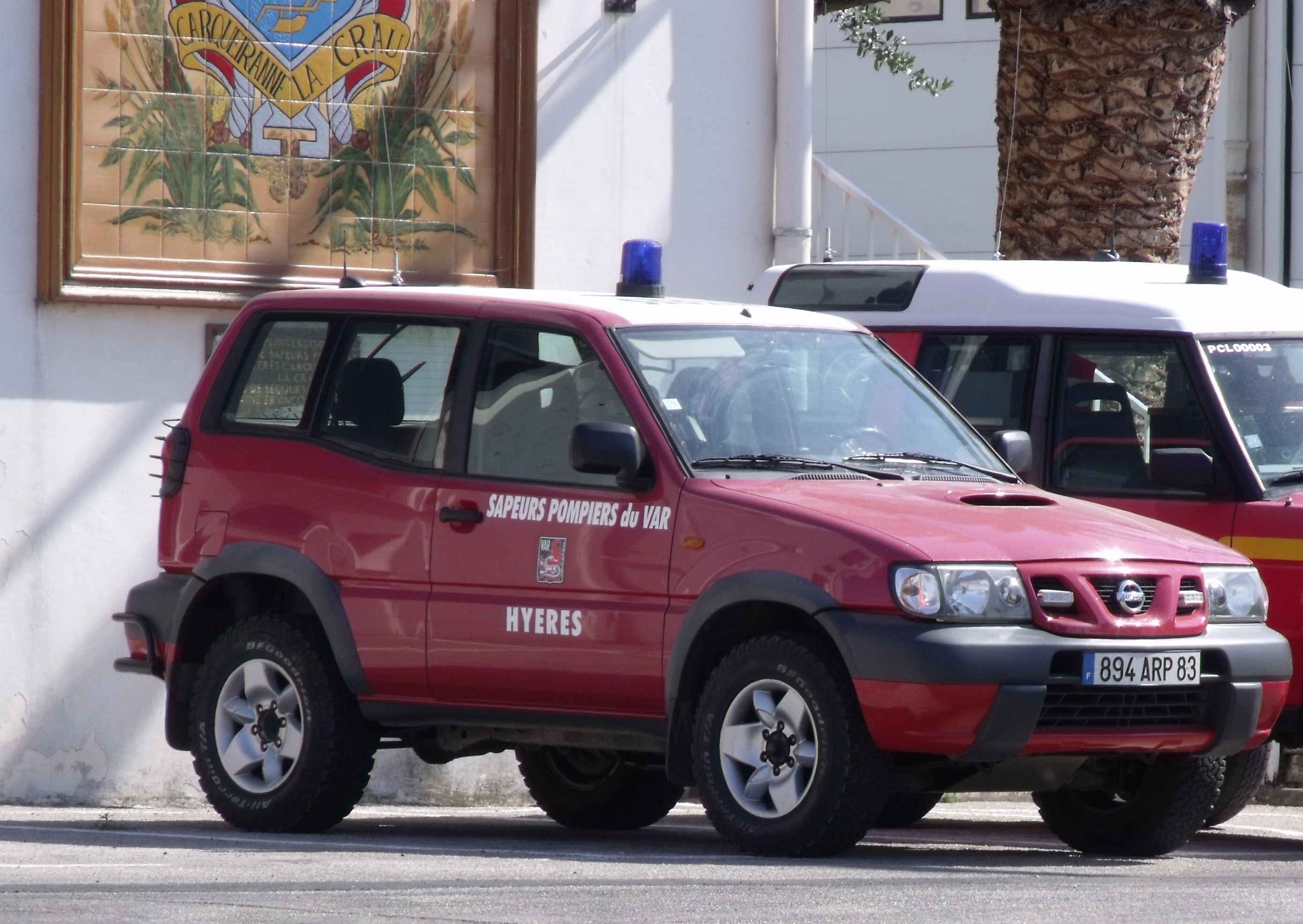
Véhicule du SDIS du Var à Hyères.